# Boys for Pele
Boys for Pele es el tercer álbum de estudio de la pianista y compositora estadounidense Tori Amos. Precedido por el primer sencillo "Caught a Lite Sneeze", tres semanas después fue lanzado, el 22 de enero de 1996 en Reino Unido, un día después en los Estados Unidos y el 25 de febrero en Japón bajo el sello Atlantic Records. A pesar de ser su material menos accesible para la radio, Boys for Pele debutó número dos en ambos Estados Unidos y Reino Unido, logrando así su primer debut en el top 10 de Billboard (EE.UU) y el más alto de su carrera en la lista.
Este también es el primer álbum auto producido de la artista. Según Tori sobre boys for pele «este álbum habla de los fragmentos que han sido escondidos... no sigues a tu corazón porque tienes miedo a ser desterrado».
Pele en la mitología Hawaiana es el nombre de la diosa de los volcanes que habitaría en el volcán Kilauea.
El álbum alcanzó el puesto #1 en UK y el #2 en USA y el #2 en el Billboard 200. El primer single Caught a lite sneeze salió a la venta tres semanas antes del álbum. Esta vez Atlantic publicó también una edición limitada doble en vinilo. Las grabaciones en sí son un vinilo de color claro verde pálido para USA y un vinilo claro para UK. El álbum contiene también un libreto con las letras en una cara, y una foto que salió también en la carátula interior posterior de libreto del CD. La versión japonesa del CD contiene una pista adicional; Toodles Mr. Jim, una de las caras b del sencillo Caught a lite sneeze publicado en UK, recogido posteriormente en la caja recopilatoria A piano: the collection —CD 5 de caras b—.
Todos las canciones de Boys for Pele fueron escritas por Tori Amos, y por primera vez, Tori produjo el álbum ella misma. Las canciones fueron grabadas por Mark Hawley y Marcel Van Limbeek. Otro extra de este trabajo fue que Tori utilizó nuevos teclados: un clavicordio, un órgano armónico y un harpsichord. Boys for Pele también incluyó campanas de iglesia, tubas, cuerdas, un coro gospel y gaitas. Steve Canton tocó las guitarras y se uniría a Tori en la gira Dew Drop Inn '96 Tour. Principalmente se grabó en una iglesia en County Wicklow, Irlanda; una casa alquilada en County Cork, Irlanda; el resto fue grabado en Nueva Orleans, LA USA. Futuras reediciones de Boys for Pele incluirían la versión original de Talula como Talula (The tornado remix).
Altamente ambicioso, desafiante, idiosincrático y confuso, Boys for Pele se adentra aún más en las más experimentales y vanguardistas tendencias de Under the pink. Amos descarta frecuentemente la estructura de las canciones tradicionales y emplea variada instrumentación ecléctica en su música mientras que sus letras parecen volverse incluso más oscuras, dando al álbum un sentimiento impresionante. Aunque sin duda hay momentos en que vale la pena, sus experimentos no siempre funcionan, algunas de las canciones no llegan a enganchar, y toma unas cuantas escuchas antes de que muchos empiecen a sentirse atraídos. En última instancia, Boys for Pele es polarizante: algunos fanes de Amos la felicitaron por haber tomado tantos riesgos, mientras que otros se decepcionaron ya que la conexión entre intimidad y personal que ayudó a Amos a construir su base de fanes es muy difícil de detectar.

## Lista de temas
Todas las canciones escritas y compuestas por Tori Amos. 
| Boys for Pele |                                   |          |  |
| N.º           | Título                            | Duración |  |
| 1.            | «Beauty queen/Horses»             | 6:07     |  |
| 2.            | «Blood roses»                     | 3:56     |  |
| 3.            | «Father Lucifer»                  | 3:43     |  |
| 4.            | «Professional widow»              | 4:31     |  |
| 5.            | «Mr Zebra»                        | 1:07     |  |
| 6.            | «Marianne»                        | 4:07     |  |
| 7.            | «Caught a lite sneeze»            | 4:24     |  |
| 8.            | «Muhammad my friend»              | 3:48     |  |
| 9.            | «Hey Jupiter»                     | 5:10     |  |
| 10.           | «Way down»                        | 1:13     |  |
| 11.           | «Little Amsterdam»                | 4:29     |  |
| 12.           | «Talula»                          | 4:08     |  |
| 13.           | «Not the red baron»               | 3:49     |  |
| 14.           | «Agent orange»                    | 1:26     |  |
| 15.           | «Doughnut song»                   | 4:19     |  |
| 16.           | «In the springtime of his voodoo» | 5:32     |  |
| 17.           | «Putting the damage on»           | 5:08     |  |
| 18.           | «Twinkle»                         | 3:12     |  |
| 56:40         |                                   |          |  |

## Sencillos por país
| País    | Sencillo | Tipo de sencillo      | Número de canción | Canción                                                          | Duración |
| ------- | --- | --------------------- | ----------------- | ---------------------------------------------------------------- | -------- |
| EE. UU. | Caught a lite sneeze Australia Francia Alemania Solo «Caught a lite sneeze» *Lanzadas en Francia como Single | CD Single             | 1                 | «Caught a litle sneeze»                                          | 4:24     |
| EE. UU. | Caught a lite sneeze Australia Francia Alemania Solo «Caught a lite sneeze» *Lanzadas en Francia como Single | CD Single             | 2                 | «This old man»                                                   | 1:44     |
| EE. UU. | Caught a lite sneeze Australia Francia Alemania Solo «Caught a lite sneeze» *Lanzadas en Francia como Single | CD Single             | 3                 | «That's what I like Mick (The sandwich song)»*                   | 2:59     |
| EE. UU. | Caught a lite sneeze Australia Francia Alemania Solo «Caught a lite sneeze» *Lanzadas en Francia como Single | CD Single             | 4                 | «Graveyard»                                                      | 0:55     |
| EE. UU. | Caught a lite sneeze Australia Francia Alemania Solo «Caught a lite sneeze» *Lanzadas en Francia como Single | CD Single             | 5                 | «Toodles Mr Jim»                                                 | 3:09     |
| EE. UU. | Talula | CD Single             | 1                 | Talula (Tornado album version)»                                  | 3:43     |
| EE. UU. | Talula | CD Single             | 2                 | «Samurai»*                                                       | 3:03     |
| EE. UU. | Talula | CD Single             | 3                 | «Frog on my toe»                                                 | 3:40     |
| EE. UU. | Talula | CD Single             | 4                 | «London girls»*                                                  | 3:40     |
| EE. UU. | Talula | CD Single             | 5                 | «Talula (BT's Synethasia mix)»                                   | 11:27    |
| EE. UU. | Professional widow                                                                                           | CD Single             | 1                 | «Professional widow (LP mix)»                                    | 4:31     |
| EE. UU. | Professional widow                                                                                           | CD Single             | 2                 | «Professional widow (Armand's star trunk funkin' mix)»           | 8:08     |
| EE. UU. | Professional widow                                                                                           | CD Single             | 3                 | «Professional widow (MK mix)»                                    | 7:20     |
| EE. UU. | Professional widow                                                                                           | CD Single             | 4                 | «Professional widow (Just da funk dub)»                          | 3:44     |
| EE. UU. | Professional widow                                                                                           | CD Single             | 5                 | «Professional widow (MK vampire dub)»                            | 6:56     |
| EE. UU. | Professional widow                                                                                           | CD Single             | 6                 | «Professional widow (Armand's instrumental)»                     | 5:35     |
| EE. UU. | Professional widow                                                                                           | CD Single             | 7                 | «Professional widow (Bonus beats)»                               | 4:31     |
| EE. UU. | Professional widow                                                                                           | 12" Single            | 1                 | «Professional widow (Armand's star trunk funkin' mix)»           | 8:08     |
| EE. UU. | Professional widow                                                                                           | 12" Single            | 2                 | «Professional widow (Just da funk dub)»                          | 3:44     |
| EE. UU. | Professional widow                                                                                           | 12" Single            | 3                 | «Professional widow (MK mix)»                                    | 7:20     |
| EE. UU. | Professional widow                                                                                           | 12" Single            | 4                 | «Professional widow (MK vampire dub)»                            | 6:56     |
| EE. UU. | Hey Jupiter                                                                                                  | CD Single EP Digipack | 1                 | «Hey Jupiter (The Dakota version)»                               | 6:03     |
| EE. UU. | Hey Jupiter                                                                                                  | CD Single EP Digipack | 2                 | «Sugar (live)»                                                   | 5:33     |
| EE. UU. | Hey Jupiter                                                                                                  | CD Single EP Digipack | 3                 | «Honey (live)»                                                   | 4:19     |
| EE. UU. | Hey Jupiter                                                                                                  | CD Single EP Digipack | 4                 | «Professional widow (Merry widow version live)»                  | 4:38     |
| EE. UU. | Hey Jupiter                                                                                                  | CD Single EP Digipack | 5                 | «Somewhere over the rainbow (live)»                              | 4:31     |
| EE. UU. | In the springtime of his voodoo                                                                              | CD-5 maxisencillo     | 1                 | «In the springtime of his voodoo (LP mix)»                       | 5:32     |
| EE. UU. | In the springtime of his voodoo                                                                              | CD-5 maxisencillo     | 2                 | «In the springtime of his voodoo (Hasbrouck heights single mix)» | 4:25     |
| EE. UU. | In the springtime of his voodoo                                                                              | CD-5 maxisencillo     | 3                 | «In the springtime of his voodoo (Hasbrouck heights club mix)»   | 10:04    |
| EE. UU. | In the springtime of his voodoo                                                                              | CD-5 maxisencillo     | 4                 | «In the springtime of his voodoo (Quiet mix)»                    | 4:30     |
| EE. UU. | In the springtime of his voodoo                                                                              | CD-5 maxisencillo     | 5                 | «In the springtime of his voodoo (Sugar dub)»                    | 8:25     |
| EE. UU. | In the springtime of his voodoo                                                                              | 12"                   | 1                 | «In the springtime of his voodoo (Hasbrouck heights club mix)»   | 10:04    |
| EE. UU. | In the springtime of his voodoo                                                                              | 12"                   | 2                 | «In the springtime of his voodoo (Quiet mix)»                    | 4:30     |
| EE. UU. | In the springtime of his voodoo                                                                              | 12"                   | 3                 | «In the springtime of his voodoo (Sugar dub)»                    | 8:25     |
| EE. UU. | In the springtime of his voodoo                                                                              | 12"                   | 4                 | «In the springtime of his voodoo (Hasbrouck heights single mix)» | 4:25     |

| País        | Sencillo                                        | Tipo de sencillo                   | Número de canción | Canción                                                             | Duración |
| ----------- | ----------------------------------------------- | ---------------------------------- | ----------------- | ------------------------------------------------------------------- | -------- |
| Reino Unido | Caught a lite sneeze                            | CD Single Part 1                   | 1                 | «Caught a lite sneeze»                                              | 4:24     |
| Reino Unido | Caught a lite sneeze                            | CD Single Part 1                   | 2                 | «This old man»                                                      | 1:44     |
| Reino Unido | Caught a lite sneeze                            | CD Single Part 1                   | 3                 | «Hungarian wedding song»                                            | 1:00     |
| Reino Unido | Caught a lite sneeze                            | CD Single Part 1                   | 4                 | «Toodles Mr Jim»                                                    | 3:09     |
| Reino Unido | Caught a lite sneeze                            | CD Single Part 2 (Limited Edition) | 1                 | «Caught a lite sneeze»                                              | 4:24     |
| Reino Unido | Caught a lite sneeze                            | CD Single Part 2 (Limited Edition) | 2                 | «London girls»                                                      | 3:20     |
| Reino Unido | Caught a lite sneeze                            | CD Single Part 2 (Limited Edition) | 3                 | «That's what I like Mick (The sandwich song)»                       | 2:59     |
| Reino Unido | Caught a lite sneeze                            | CD Single Part 2 (Limited Edition) | 4                 | «Samurai»                                                           | 3:03     |
| Reino Unido | Caught a lite sneeze                            | Casete Single                      | 1                 | «Caught a lite sneeze»                                              | 4:24     |
| Reino Unido | Caught a lite sneeze                            | Casete Single                      | 2                 | «Graveyard»                                                         | 0:55     |
| Reino Unido | Caught a lite sneeze                            | Casete Single                      | 3                 | «Toodles Mr Jim»                                                    | 3:09     |
| Reino Unido | Talula Australia                                | Cd Single Part 1                   | 1                 | «Talula (The tornado mix)»                                          | 3:43     |
| Reino Unido | Talula Australia                                | Cd Single Part 1                   | 2                 | «Talula (BT's Synethasia mix)»                                      | 11:27    |
| Reino Unido | Talula Australia                                | Cd Single Part 1                   | 3                 | «Amazing grace/Til' the chicken»                                    | 6:48     |
| Reino Unido | Talula Australia                                | Cd Single Part 2                   | 1                 | «Talula (The tornado mix)»                                          | 3:43     |
| Reino Unido | Talula Australia                                | Cd Single Part 2                   | 2                 | «Frog on my toe»                                                    | 3:40     |
| Reino Unido | Talula Australia                                | Cd Single Part 2                   | 3                 | «Sister named desire»                                               | 5:29     |
| Reino Unido | Talula Australia                                | Cd Single Part 2                   | 4                 | «Alamo»                                                             | 5:11     |
| Reino Unido | Talula Australia                                | Casete Single                      | 1                 | «Talula (The tornado mix)»                                          | 3:43     |
| Reino Unido | Talula Australia                                | Casete Single                      | 2                 | «Sister named desire»                                               | 5:29     |
| Reino Unido | Hey Jupiter/Professional widow                  | CD Single                          | 1                 | «Hey Jupiter (The Dakota version)»                                  | 6:03     |
| Reino Unido | Hey Jupiter/Professional widow                  | CD Single                          | 2                 | «Professional widow (Armand's star trunk funkin' mix) (radio edit)» | 3:45     |
| Reino Unido | Hey Jupiter/Professional widow                  | CD Single                          | 3                 | «Sugar (live)»                                                      | 5:33     |
| Reino Unido | Hey Jupiter/Professional widow                  | CD Single                          | 4                 | «Honey (live)»                                                      | 4:19     |
| Reino Unido | Hey Jupiter/Professional widow                  | 12" Single                         | 1                 | «Professional widow (Armand's star trunk funkin' mix)»              | 8:08     |
| Reino Unido | Hey Jupiter/Professional widow                  | 12" Single                         | 2                 | «Hey Jupiter (The Dakota version)»                                  | 6:03     |
| Reino Unido | Hey Jupiter/Professional widow                  | 12" Single                         | 3                 | «Talula (BT's Synethasia mix)»                                      | 11:27    |
| Reino Unido | Hey Jupiter/Professional widow                  | Casete Single                      | 1                 | «Hey Jupiter (The Dakota version)»                                  | 6:03     |
| Reino Unido | Hey Jupiter/Professional widow                  | Casete Single                      | 2                 | «Professional widow (Armand's star trunk funkin' mix) (radio edit)» | 3:45     |
| Reino Unido | Professional widow (it's got to be big) Francia | CD Single                          | 1                 | «Professional widow (Armand's star trunk funkin' mix) (radio edit)» | 3:45     |
| Reino Unido | Professional widow (it's got to be big) Francia | CD Single                          | 2                 | «Professional widow (Mr Roy's 7" edit)»                             |          |
| Reino Unido | Professional widow (it's got to be big) Francia | CD Single                          | 3                 | «Professional widow (Armand's star trunk funkin' mix)»              | 8:08     |
| Reino Unido | Professional widow (it's got to be big) Francia | CD Single                          | 4                 | «Professional widow (Mr Roy cosmic cottage mix)»                    |          |
| Reino Unido | Professional widow (it's got to be big) Francia | CD Single                          | 5                 | «Professional widow (Just da funk dub)»                             | 3:44     |
| Reino Unido | Professional widow (it's got to be big) Francia | 12" Single                         | 1                 | «Professional widow (Mr Roy cosmic cottage mix)»                    |          |
| Reino Unido | Professional widow (it's got to be big) Francia | 12" Single                         | 2                 | «Professional widow (Mr Roy's 7" edit)»                             |          |
| Reino Unido | Professional widow (it's got to be big) Francia | 12" Single                         | 3                 | «Professional widow (Armand's star trunk funkin' mix)»              | 8:08     |
| Reino Unido | Professional widow (it's got to be big) Francia | 12" Single                         | 4                 | «Professional widow (Just da funk dub)»                             | 3:44     |
| Reino Unido | Professional widow (it's got to be big) Francia | Casete Single                      | 1                 | «Professional widow (Mr Roy's 7" edit)»                             |          |
| Reino Unido | Professional widow (it's got to be big) Francia | Casete Single                      | 2                 | «Professional widow (Armand's star trunk funkin' mix)»              | 8:08     |

## Créditos

### Músicos
- Tori Amos - Clavicordio, harmonium, clavecín, teclados, órganos, productor, voz
- Sammy Berfect - Coro, coros
- Black Dyke Band - Brass
- Steve Caton - Guitarra, Guitarra (12 cuerdas), Guitarra eléctrica, mandolina
- Mino Cinelu - Percusión
- James Crawford Jr. - Coro, coros
- Cindy - Dirección artística
- Manu Katché - Batería
- Craig Klein - Tuba
- Darryl Lewis - Coro, coros
- Gus McField Jr. - Coro, coros
- Mark Mullins  - Arreglos de horn, trombón
- George Porter, Jr. - Bajo
- Orquesta sinfónica de Londres - Cuerdas
- Scott Smalley - Director orquesta, orquestación
- Mark Sterling - Coro, coro
- Jack Trimble - Coro, coro
- Marcel VanLimbeek - Campanas, ingeniero, mezclador
- James Watson - Conductor, Trompeta
- Peter Willison - Director

### Ingenieros, asistentes, mezcladores y diseño
- Jim Albert - Ingeniero asistente
- Paul Chessell - Diseño
- Bob Clearmountain - Mezclado
- Rupert Coulson - Ingeniero asistente
- Paddy Cramsie - Diseño
- Ryan Freeland - Mezclador asistente
- Alan Friedman - Programación de batería
- Mark Hawley - Ingeniero, mezclador
- Julie Larson - Coordinador del proyecto
- Bob Ludwig - Mastering
- Robinson Mills - Ingeniero asistente
- Cindy Palmano - Fotografía
- Rail Jon Rogut - Mezclador asistente
- John Philip Shenale - Arranger
- Rob Van Tuin  Ingeniero asistente, Mezclador asistente
- John Witherspoon - Director del proyecto